# Una carta sobre justicia y debate abierto
«Una carta sobre justicia y debate abierto», también conocida como Harper's Letter («Carta de Harper's»), es una carta abierta que defiende la libertad de expresión, la cual fue publicada en el sitio web de Harper's Magazine el 7 de julio de 2020, con 153 firmantes, quienes critican lo que llaman «antiliberalismo», el lo cual se extiende por toda la sociedad. Si bien la carta denuncia al presidente Donald Trump como «una amenaza real para la democracia», argumenta que la hostilidad hacia la libertad de expresión también se estaba generalizando en la izquierda política.

## Antecedentes
La carta la encabezó el escritor de Harper y de The New York Times, Thomas Chatterton Williams. El escritor al comienzo tuvo preocupación de que el momento fuera inoportuno y que la carta se pudiera ver como una reacción a las protestas por la muerte de George Floyd, las cuales él ve como una respuesta legítima a la brutalidad policial en los Estados Unidos, pero finalmente se decidió a publicarla, impulsado por varios eventos recientes como el despido de David Shor. Shor, un editor de The New York Times, fue despedido como resultado de la reacción del público por tuitear un documento de Omar Wasow, en el que se argumentaba que la resistencia no violenta era más efectiva para moldear la opinión pública. El escritor del sitio web Vox y firmante de la carta, Matthew Yglesias se enfrentó al rechazo de un compañero de trabajo transgénero, quien le criticó la carta por estar firmada por «varias voces prominentes antitrans». Esto incluía a J.K. Rowling, quien había generado controversia por sus comentarios sobre cuestiones transgénero.
En total, alrededor de 20 personas contribuyeron a la redacción de la carta.

## Firmantes
La carta está firmada por 153 personas, en su mayoría académicos y escritores, incluyendo académicos de la Universidad de Harvard, la Universidad Yale, la Universidad de Princeton y la Universidad de Columbia.
Los firmantes notables incluyen al lingüista Noam Chomsky, los escritores de ficción J. K. Rowling, Salman Rushdie, Margaret Atwood, Martin Amis, John Banville, Daniel Kehlmann y Jeffrey Eugenides ; el campeón mundial de ajedrez Garry Kasparov, el politólogo Francis Fukuyama, la feminista Gloria Steinem, el psicólogo cognitivo Steven Pinker, los periodistas Fareed Zakaria, Malcolm Gladwell, Anne Applebaum, Ian Buruma, David Frum y David Brooks, el compositor Wynton Marsalis, el escritor y ex líder del Partido Liberal de Canadá Michael Ignatieff, el teórico político Michael Walzer, la economista Deirdre McCloskey, la poeta Roya Hakakian, el cirujano Atul Gawande ; el periodista musical Greil Marcus, y el psicólogo social Jonathan Haidt. Los firmantes generalmente no sabían quién había firmado la carta hasta que se hizo pública. Al menos una, Jennifer Finney Boylan, expresó dudas sobre algunos de los otros signatarios, pero reafirmó su respaldo. Otros que reafirmaron su apoyo al contenido de la carta, como Katha Politt, reafirmaron su apoyo al contenido de la carta a pesar de tener alguna discrepancia en otros asuntos con alguno de los firmantes.
Este documento recibió apoyo en una carta pública de varias personalidades españolas y de otros países, entre los cuales se encuentran Mario Vargas Llosa,  Fernando Savater, Adela Cortina y Carmen Posadas, quienes expresaron que «La cultura libre no es perjudicial para los grupos sociales desfavorecidos: al contrario, creemos que la cultura es emancipadora y la censura, por bienintencionada que quiera presentarse, es contraproducente».

### Lista completa (carta original)
| - Elliot Ackerman - Saladin Ambar - Martin Amis - Anne Applebaum - Marie Arana - Margaret Atwood - John Banville - Mia Bay - Louis Begley - Roger Berkowitz - Paul Berman - Sheri Berman - Reginald Dwayne Betts - Neil Blair - David W. Blight - Jennifer Finney Boylan - David Bromwich - David Brooks - Ian Buruma - Lea Carpenter - Noam Chomsky - Nicholas Christakis - Roger Cohen - Frances D. Cook - Drucilla Cornell - Kamel Daoud - Meghan Daum - Gerald Early - Jeffrey Eugenides - Dexter Filkins - Federico Finchelstein - Caitlin Flanagan - Richard T. Ford - Kmele Foster - David Frum - Francis Fukuyama - Atul Gawande - Todd Gitlin - Kim Ghattas - Malcolm Gladwell - Michelle Goldberg - Rebecca Goldstein - Anthony Grafton - David Greenberg - Linda Greenhouse - Kerri Greenidge (firma retirada) - Rinne B. Groff - Sarah Haider - Jonathan Haidt - Roya Hakakian - Shadi Hamid | - Jeet Heer - Katie Herzog - Susannah Heschel - Adam Hochschild - Arlie Russell Hochschild - Eva Hoffman - Coleman Hughes - Hussein Ibish - Michael Ignatieff - Zaid Jilani - Bill T. Jones - Wendy Kaminer - Matthew Karp - Garry Kasparov - Daniel Kehlmann - Randall Kennedy - Khaled Khalifa - Parag Khanna - Laura Kipnis - Frances Kissling - Enrique Krauze - Anthony Kronman - Joy Ladin - Nicholas Lemann - Mark Lilla - Susie Linfield - Damon Linker - Dahlia Lithwick - Steven Lukes - John R. MacArthur - Susan Madrak - Phoebe Maltz Bovy - Greil Marcus - Wynton Marsalis - Kati Marton - Debra Mashek - Deirdre McCloskey - John McWhorter - Uday Mehta - Andrew Moravcsik - Yascha Mounk - Samuel Moyn - Meera Nanda - Cary Nelson - Olivia Nuzzi - Mark Oppenheimer - Dael Orlandersmith - George Packer - Nell Irvin Painter - Greg Pardlo - Orlando Patterson | * Steven Pinker - Letty Cottin Pogrebin - Katha Pollitt - Claire Bond Potter - Taufiq Rahim - Zia Haider Rahman - Jennifer Ratner-Rosenhagen - Jonathan Rauch - Neil Roberts - Melvin Rogers - Kat Rosenfield - Loretta J. Ross - J. K. Rowling - Salman Rushdie - Karim Sadjadpour - Daryl Michael Scott - Diana Senechal - Jennifer Senior - Judith Shulevitz - Jesse Singal - Anne-Marie Slaughter - Andrew Solomon - Deborah Solomon - Allison Stanger - Paul Starr - Wendell Steavenson - Gloria Steinem - Nadine Strossen - Ronald S. Sullivan Jr. - Kian Tajbakhsh - Zephyr Teachout - Cynthia Tucker - Adaner Usmani - Chloé Valdary - Lucía Martínez Valdivia - Helen Vendler - Judy B. Walzer - Michael Walzer - Eric K. Washington - Caroline Weber - Randi Weingarten - Bari Weiss - Sean Wilentz - Garry Wills - Thomas Chatterton Williams - Robert F. Worth - Molly Worthen - Matthew Yglesias - Emily Yoffe - Cathy Young - Fareed Zakaria |

## Reacciones
La carta generó reacciones encontradas en las redes sociales. En un artículo de opinión para CNN, John Avlon elogió la carta y escribió: «Demonizar el desacuerdo de principios no promueve los valores liberales, alimenta las narrativas partidistas negativas de las que depende la reelección de Trump. Puede distraer la atención de los verdaderos generadores de odio y de un presidente en funciones que promueve políticas que a menudo son racistas u homofóbicas, además de antiinmigrantes». En otro artículo de opinión de CNN, Jeff Yang criticó la carta, escribiendo: «es difícil no ver la carta como una simple afirmación elegantemente escrita de elitismo y privilegio», y que los firmantes «ante la reacción resultante, rechazaron las refutaciones y se posicionaron ellos mismos como víctimas asediadas de la cultura actual, convirtiendo su apoyo al debate abierto y la libertad de expresión en un ejemplo de hipocresía total o engaño astuto».
Una carta de respuesta: «Una carta más específica sobre la justicia y el debate abierto», organizada por la conferencista Arionne Nettles y firmada por más de 160 personas en el mundo académico y los medios de comunicación, criticaba la carta de Harper como una pedido a poner fin a la cultura de la cancelación por parte de profesionales exitosos con grandes plataformas, excluyendo a otros que han sido «cancelados durante generaciones». La respuesta mencionó incidentes específicos en los que personas negras fueron silenciadas por sus instituciones. Se debe señalar que varios firmantes omitieron sus nombres o afiliaciones institucionales, alegando temores a «represalias profesionales».
Kerri Greenidge más tarde pidió que se retirara su nombre de la carta de Harper's, lo cual se hizo.